# ISO 3166-2:GE
ISO 3166-2:GE – kody ISO 3166-2 dla podjednostek administracyjnych Gruzji
Kody ISO 3166-2 to część standardu ISO 3166 publikowanego przez Międzynarodową Organizację Normalizacyjną. Kody te są przypisywane głównym jednostkom podziału administracyjnego, takim jak np. województwa czy stany, każdego kraju posiadającego kod w standardzie ISO 3166-1. 
Aktualnie (2020) dla Gruzji zdefiniowano kody dla ośmiu regionów, dwóch republik autonomicznych i jednego miasta o specjalnym statusie. 
Pierwsza część oznaczenia to kod Gruzji zgodnie z ISO 3166-1, natomiast druga część oznaczenia znajdująca się po myślniku to dwuliterowy kod jednostki administracyjnej. 

## Kody ISO
| Kod ISO | Nazwa jednostki administracyjnej | Nazwa jednostki administracyjnej w języku gruzińskim | Nazwa jednostki administracyjnej zapisana pismem gruzińskim | Rodzaj jednostki administracyjnej |
| ------- | -------------------------------- | ---------------------------------------------------- | ----------------------------------------------------------- | --------------------------------- |
| GE-AB   | Abchazja                         | Abkhazia                                             | აფხაზეთი                                                    | republika autonomiczna            |
| GE-AJ   | Adżaria                          | Ajaria                                               | აჭარა                                                       | republika autonomiczna            |
| GE-GU   | Guria                            | Guria                                                | გურია                                                       | region                            |
| GE-IM   | Imeretia                         | Imereti                                              | იმერეთი                                                     | region                            |
| GE-KA   | Kachetia                         | K'akheti                                             | კახეთი                                                      | region                            |
| GE-KK   | Dolna Kartlia                    | Kvemo Kartli                                         | ქვემო ქართლი                                                | region                            |
| GE-MM   | Mccheta-Mtianetia                | Mtskheta-Mtianeti                                    | მცხეთა-მთიანეთი                                             | region                            |
| GE-RL   | Racza-Leczchumi i Dolna Swanetia | Rach'a-Lechkhumi-Kvemo Svaneti                       | რაჭა-ლეჩხუმი და ქვემო სვანეთი                               | region                            |
| GE-SZ   | Megrelia-Górna Swanetia          | Samegrelo-Zemo Svaneti                               | სამეგრელო-ზემო სვანეთი                                      | region                            |
| GE-SZ   | Samcche-Dżawachetia              | Samtskhe-Javakheti                                   | სამცხე-ჯავახეთი                                             | region                            |
| GE-SK   | Wewnętrzna Kartlia               | Shida Kartli                                         | შიდა ქართლი                                                 | region                            |
| GE-TB   | Tbilisi                          | Tbilisi                                              | თბილისი                                                     | miasto                            |